# Miguel Paz Barahona

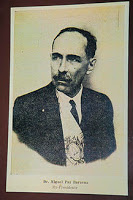
Miguel Paz Barahona

Miguel Paz Barahona (1863-1937) foi presidente de Honduras de 1 de fevereiro de 1925 a 1 de fevereiro de 1929. Barahona foi membro do Partido Nacional de Honduras (PNH).
O PNH indicou Barahona como seu candidato presidencial em 1924. O outro grande partido político, o Partido Liberal de Honduras (PLH), recusou-se a nomear um candidato, o que levou Barahona a vencer as eleições com 99 por cento dos votos. Foi sucedido em 1929 por Vicente Mejía Colindres do PLH, após eleições que registaram uma transferência de poder praticamente pacífica sem precedentes de um partido para outro. Sua presidência marcou o início da estabilidade comparativa em Honduras que durou três décadas, após as revoltas do primeiro quarto do século XX.
| Cargos políticos                     | Cargos políticos                   | Cargos políticos                     |
| ------------------------------------ | ---------------------------------- | ------------------------------------ |
| Precedido por Vicente Tosta Carrasco | Presidente de Honduras 1925 - 1929 | Sucedido por Vicente Mejía Colindres |